# Franciszek Grochowski
Franciszek Grochowski (ur. 19 listopada 1905 w Jeziorkach Kosztowskich, zm. ?) – polski rolnik, poseł na Sejm PRL IV kadencji.

## Życiorys
Uzyskał wykształcenie podstawowe, z zawodu rolnik. Był kierownikiem produkcji w Rolniczej Spółdzielni Produkcyjnej w Jeziorkach Kosztowskich. W 1965 uzyskał mandat posła na Sejm PRL w okręgu Tuchola z ramienia Polskiej Zjednoczonej Partii Robotniczej. W parlamencie zasiadał w Komisji Rolnictwa i Przemysłu Spożywczego.
Odznaczony Orderem Sztandaru Pracy II klasy oraz Srebrnym i Złotym Krzyżem Zasługi (1952).